# Die Seuche (Raumschiff Enterprise – Das nächste Jahrhundert)
Die Seuche (Originaltitel: Symbiosis) ist die 22. Episode der ersten Staffel der US-amerikanischen Science-Fiction-Fernsehserie Raumschiff Enterprise – Das nächste Jahrhundert. Sie wurde in den Vereinigten Staaten über Syndication vermarktet und erstmals am 18. April 1988 auf verschiedenen Fernsehsendern ausgestrahlt. In Deutschland war sie zum ersten Mal am 23. Februar 1991 in einer synchronisierten Fassung im ZDF zu sehen.

## Handlung
Im Jahr 2364 erforscht die Enterprise die Sonne des Delos-Systems und empfängt dabei einen Notruf von einem Frachtschiff im Orbit des vierten Planeten. Der Captain berichtet von technischen Problemen, ist aber erstaunlich inkompetent darin, diese genauer zu beschreiben. Data, der zweite Offizier der Enterprise stellt schließlich fest, dass auf dem fremden Schiff eine Magnetspule defekt ist. Captain Picard bietet eine Ersatzspule an, doch der Mannschaft des Frachters fehlt offenbar das Wissen, um sie auszuwechseln. Da nur noch wenig Zeit bleibt, bis der Frachter in die Atmosphäre des Planeten stürzt, beschließt Picard, die Mannschaft auf die Enterprise zu beamen. Überraschenderweise schicken die Fremden jedoch zuerst einen Teil ihrer Fracht. Anschließend können nur noch vier der sechs Besatzungsmitglieder gerettet werden.
Bei den Überlebenden handelt es sich um Sobi und Langor, zwei Bewohner dieses Planeten namens Brekka, sowie um den Frachtercaptain T'Jon und seinen Kollegen Romas vom Nachbarplaneten Ornara. Statt um ihre toten Begleiter zu trauern, scheinen sich die Überlebenden nur für ihre Fracht zu interessieren, um die nun ein heftiger Streit ausbricht. T'Jon meint, die Fracht würde ihm zustehen, da er sie bereits von den Brekkianern erworben habe. Die erklären den Handel jedoch für nichtig, da die Bezahlung mit dem Frachter zerstört wurde.
Picard verlangt, mehr über die Fracht zu erfahren. Man erklärt ihm, es handle sich um Felicium, eine Medizin, die auf Brekka hergestellt wird und auf Ornara dringend benötigt wird, um eine Seuche zu bekämpfen. Da die Herstellung und Verfeinerung des Feliciums sehr aufwändig ist, lassen sich die Brekkianer ihre Hilfe gut bezahlen. Inzwischen ist die Felicium-Produktion der einzige verbliebene Industriezweig auf Brekka. Die Ornaraner liefern im Gegenzug alle Waren, die die Brekkianer benötigen. Durch den Verlust von T'Jons Frachter stehen den Ornaranern für ihre Handelsflüge jetzt nur noch zwei Schiffe zur Verfügung, doch die sind nicht voll funktionsfähig. Picard erklärt sich bereit, sie durch den Einbau der benötigten Spulen wieder instand zu setzen. Zugleich weist er Schiffsärztin Crusher an, T'Jon und Romas zu untersuchen, um eine mögliche Ansteckung der Besatzung zu verhindern. Langor erklärt sich schließlich bereit, den beiden je eine Dosis Felicium zu überlassen. Dr. Crusher ist nicht in der Lage, einen Erreger oder klare Krankheitssymptome auszumachen, sie stellt aber fest, dass sich T'Jon und Romas nach Einnahme des Feliciums deutlich besser fühlen. Unter vier Augen teilt sie Picard schließlich ihre Schlussfolgerung mit: Die beiden leiden an keiner Krankheit, sondern sie haben Entzugserscheinungen und das Felicium ist in Wirklichkeit keine Medizin, sondern eine Droge. Eine Sichtung historischer Aufzeichnungen ergibt, dass die Seuche auf Ornara vermutlich schon von langer Zeit besiegt wurde, die Ornaraner inzwischen aber von dem Felicium abhängig geworden sind.
Dr. Crusher schlägt vor, ein Mittel zu entwickeln, das die Ornaraner von der Droge entwöhnt. Picard lehnt jedoch ab, denn das wäre eine zu starke Einmischung in die Entwicklung der beiden Planeten, was durch die Oberste Direktive der Sternenflotte ausdrücklich verboten ist. Von Ornara trifft eine Nachricht ein, dass das Felicium dringend benötigt wird, und T'Jon versucht die Herausgabe zu erzwingen, indem er den ersten Offizier Riker kurzzeitig als Geisel nimmt. Langor gibt sich scheinbar großzügig und erklärt sich bereit, die Fracht den Ornaranern zu überlassen und über die Bezahlung später zu verhandeln. Nun begreift Picard, dass die Brekkianer sich völlig darüber im Klaren sind, dass das Felicium längst nicht mehr als Medizin benötigt wird, sondern nur noch als Droge dient. Die Verfeinerung hatte lediglich den Zweck, die Suchtwirkung zu verstärken. Die Oberste Direktive verbietet es Picard, den Ornaranern seine Erkenntnisse mitzuteilen. Er hat jedoch eine andere Idee: Er lässt T'Jon, Romas, Sobi und Langor mit dem Felicium nach Ornara beamen, enthält ihnen aber die versprochenen Spulen vor. Er hofft, dass dadurch der Handel zwischen den beiden Planeten zum Erliegen kommt und die Ornaraner ihre Abhängigkeit schließlich besiegen.

## Verbindungen zu anderen Star-Trek-Produktionen
Einige Elemente aus dieser Folge wurden in späteren Star-Trek-Produktionen wieder aufgegriffen:
- Eine Szene aus Die Seuche wurde in der als Clipshow konzipierten Folge 2.22 (Kraft der Träume) von Raumschiff Enterprise – Das nächste Jahrhundert aus dem Jahr 1989 wiederverwendet.
- In Folge 3.09 (Das große Missverständnis) der animierten Serie Star Trek: Lower Decks von 2022, die im Jahr 2381 spielt, besucht die USS Cerritos als erstes Sternenflottenraumschiff seit der Enterprise wieder das Delos-System. Dabei stellt sich heraus, dass die Bewohner von Ornara in den vergangenen 17 Jahren zunächst aufgrund des kalten Entzugs von Felicium eine sehr schwere Zeit durchgemacht haben. Nach einer Weile fingen sie jedoch an, ihre Zivilisation wieder aufzubauen. Ihre einstige Drogenabhängigkeit haben sie durch eine auffällige Obsession mit Sport kompensiert. Der Planet Brekka wurde währenddessen von den Breen erobert.

## Produktion

### Drehbuch
Die Idee zu einer Folge, in der es um Drogenhandel geht, stammte von Produzent Maurice Hurley. Er wurde hierzu durch seine gleichzeitige Arbeit für die Serie Miami Vice inspiriert. Hurley war es auch, der trotz Einsprüchen der Darsteller eine Unterhaltung zwischen Tasha Yar und dem offensichtlich diesbezüglich vollkommen ahnungslosen Wesley Crusher über die Gefahren des Drogenkonsums einfügte, die im Stil der von Nancy Reagan initiierten „Just-Say-No“-Kampagne gehalten war.
Auch wurde in der Folge erstmals deutlich, wie Picard die Hauptdirektive der Sternenflotte anzuwenden vermochte, indem er das Prinzip der Nichteinmischung zum Erzielen des gleichen Ergebnisses gebrauchte, das eine Einmischung herbeigeführt hätte.
Die Folge verhinderte die Realisierung der Drehbuchvorlage mit dem Arbeitstitel The Dream Pool von Tracy Tormé, da diese sich ebenso mit Drogensucht befasste.

### Regie
Für Win Phelps war dies die einzige Regiearbeit im Star-Trek-Franchise.

### Darsteller
In Produktionsreihenfolge ist Die Seuche die letzte Folge, in der Tasha Yar (Denise Crosby) als reguläre Hauptfigur zu sehen ist. In der zuvor produzierten, aber erst später ausgestrahlten Folge Die schwarze Seele wird Yar getötet. In der letzten mit ihr gedrehten Szene sieht man Crosby zum Abschied aus dem Hintergrund in die Kamera winken, als Picard (Patrick Stewart) und Dr. Crusher (Gates McFadden) den Frachtraum der Enterprise verlassen.
Judson Scott, Darsteller von Sobi, spielte auch Joachim im Spielfilm Star Trek II: Der Zorn des Khan.
Merritt Butrick, Darsteller von T'Jon, spielte auch David Marcus in den Spielfilmen Star Trek II: Der Zorn des Khan und Star Trek III: Auf der Suche nach Mr. Spock. Er starb nur elf Monate nach der Erstausstrahlung der Folge an AIDS.
Richard Lineback, Darsteller von Romas, spielte noch zwei weitere Gastrollen in je einer Folge von Star Trek: Deep Space Nine und Star Trek: Enterprise.
Kenneth Tigar erhielt für seine Darstellung von Margan keine Nennung in den Credits der Folge, obwohl es sich um eine Sprechrolle handelte. Er spielte auch Dammar in Folge 3.24 (Translokalisation) von Star Trek: Raumschiff Voyager aus dem Jahr 1997.

### Modelle und Requisiten
Für den ornaranischen Frachter wurde das modifizierte Modell des Raumschiffs Batris aus Folge 1.20 (Worfs Brüder) wiederverwendet.
Als Felicium-Tabletten wurden rote Linsen verwendet.

## Rezeption
In Folge 5.01 (The Bionic Bunny Show) der Sendung Reading Rainbow aus dem Jahr 1988, die von La-Forge-Darsteller LeVar Burton moderiert wurde, ist ein Making-of von Die Seuche zu sehen.
Keith DeCandido bewertete Die Seuche 2011 auf tor.com als eine bestenfalls mittelmäßige Folge. Die Rettung des ornaranischen Frachters fand er sehr unterhaltsam und in Picards Trick, weiteren Drogenhandel zu verhindern, indem er sich auf die oberste Direktive beruft und technische Hilfe verweigert, sah er eine clevere Lösung. Als Schwachpunkt nannte er unter anderem die bioelektrischen Kräfte der Ornaraner und Brekkianer, die letztlich nichts zur Handlung beitrugen. Sein größter Kritikpunkt war jedoch das Fehlen jeglicher Subtilität. Neben Bele jagt Lokai der Vorgängerserie Raumschiff Enterprise sei Die Seuche diejenige Folge im Star-Trek-Franchise, die ihre gesellschaftskritische Botschaft am stärksten mit dem Holzhammer vermittelt.